# Raúl Avilés
Ney Raúl Avilés (né le 17 février 1964 à Guayaquil en Équateur) est un footballeur international équatorien, qui évoluait au poste d'attaquant.

## Biographie

### Carrière en sélection
Avec l'équipe d'Équateur, il joue 55 matchs (pour 16 buts inscrits) entre 1987 et 1993.
Il figure notamment dans le groupe des sélectionnés lors des Copa América de 1989, de 1991 et de 1993.

## Statistiques

### En sélection nationale
| Saison                | Sélection             | Phases finales        | Phases finales | Phases finales | Éliminatoires CDM | Éliminatoires CDM | Matchs amicaux | Matchs amicaux | Total | Total |
| Saison                | Sélection             | Compétition           | M              | B              | M                 | B                 | M              | B              | M     | B     |
| --------------------- | --------------------- | --------------------- | -------------- | -------------- | ----------------- | ----------------- | -------------- | -------------- | ----- | ----- |
| 1987                  | Équateur              | Copa América 1987     | 1              | 0              | -                 | -                 | 8              | 1              | 9     | 1     |
| 1988                  | Équateur              | -                     | -              | -              | -                 | -                 | 8              | 1              | 8     | 1     |
| 1989                  | Équateur              | Copa América 1989     | 4              | 1              | 4                 | 2                 | 6              | 4              | 14    | 7     |
| 1991                  | Équateur              | Copa América 1991     | 4              | 2              | -                 | -                 | 3              | 0              | 7     | 2     |
| 1992                  | Équateur              | -                     | -              | -              | -                 | -                 | 3              | 0              | 3     | 0     |
| 1993                  | Équateur              | Copa América 1993 4e  | 6              | 3              | 5                 | 0                 | 3              | 2              | 14    | 5     |
| Total sur la carrière | Total sur la carrière | Total sur la carrière | 15             | 6              | 9                 | 2                 | 31             | 8              | 55    | 16    |

## Palmarès
| Emelec - Championnat d'Équateur (1) : - Champion : 1988. |  | Barcelona - Championnat d'Équateur (1) : - Champion : 1997. |